# Judit Polgár

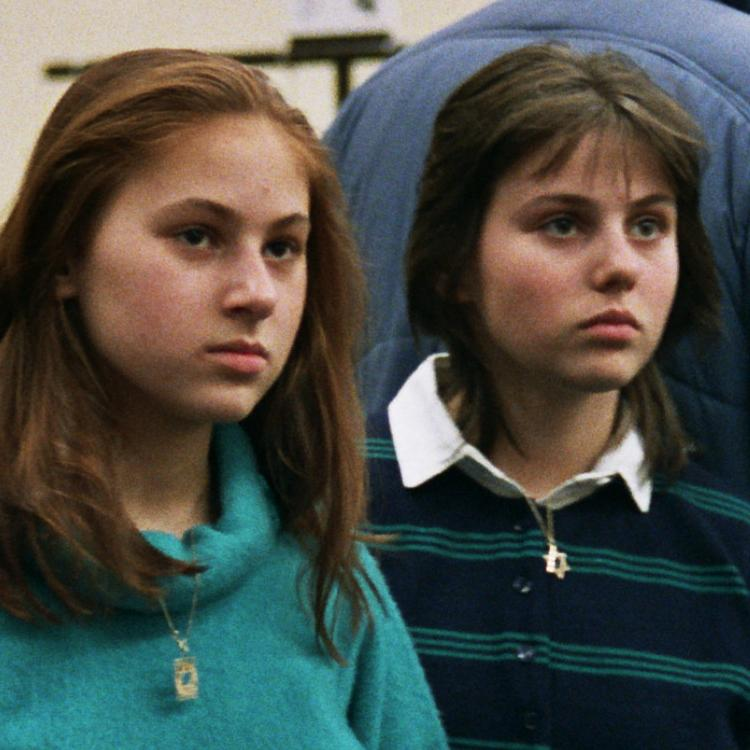
Judit Polgár (links im Bild) und Zsófia Polgár auf der Schacholympiade 1988 in Thessaloniki/Griechenland

Judit Polgár [ˈjudit ˈpolgaːr] (* 23. Juli 1976 in Budapest) ist eine ungarische Schach-Großmeisterin. Sie gilt als spielstärkste Frau der Schachgeschichte und ist die bisher einzige, die unter die Top Ten der (Gesamt-)Weltrangliste gelangte.

## Leben
Sie wurde wie ihre beiden älteren Schwestern Zsófia und Zsuzsa schon sehr früh von ihren Eltern Klara und László Polgár gefördert und ohne den Besuch öffentlicher Schulen privat unterrichtet. Vom Kleinkindalter an trainierte der Vater alle drei Töchter im Schach. Zu ihrem ungewöhnlichen Werdegang befragt, erklärte sie im Rückblick: „Du wunderst dich nicht, warum du Schach lernen sollst, wenn deine zwei großen Schwestern kaum etwas anderes tun. Es kam so selbstverständlich zu mir, wie man laufen lernt.“
1988 und 1990 gewann sie, jeweils als einziges Mädchen im Teilnehmerfeld, die Jugendweltmeisterschaft in den Altersklassen U12 und U14 (1990 in Fond du Lac vor Jemelin). Anfang 1992 verlieh ihr die FIDE den Titel eines Großmeisters (GM). Die letzte dazu erforderliche Norm hatte sie im Alter von 15 Jahren und vier Monaten erzielt. Sie verbesserte damit den Rekord von Bobby Fischer um einen Monat.
Judit Polgár hat in ihrer gesamten Karriere nur dreimal an Wettkämpfen im Frauenschach teilgenommen: 1986 an der U16-Mädchenweltmeisterschaft in Río Gallegos, bei der sie als Zehnjährige die Bronzemedaille gewann, sowie an den Schacholympiaden der Frauen 1988 in Thessaloniki und 1990 in Novi Sad, die sie beide mit ihren Schwestern Zsófia und Zsuzsa sowie Ildikó Mádl gewann.
Noch als Jugendliche fasste sie den Entschluss, nur noch an offenen Turnieren teilzunehmen. Ihr Kommentar dazu im Rückblick: „Es war logisch. Ich wollte von den Besten lernen, und das waren nun mal keine Frauen.“ Im Gegensatz zu ihren Schwestern nahm sie seitdem nicht mehr an Frauenturnieren teil, sondern spielte – als erste Frau überhaupt – faktisch ausschließlich gegen Männer.
Bereits 1993 schlug sie Exweltmeister Anatoli Karpow in einer Schnellpartie, 2002 gelang ihr dies erstmals auch gegen Garri Kasparow. Der Weltklassespieler Nigel Short, der mehrmals gegen sie verlor, sagte über Polgár: „Sie ist eine Killerin und riecht das Matt schon 20 Züge im Voraus“.
Als erste Frau der Geschichte spielte sie bei der FIDE-Weltmeisterschaft 1997/1998 in Groningen direkt in einem Wettbewerb um den Schachweltmeistertitel der FIDE, scheiterte aber nach einem Freilos in der ersten Runde bereits in der zweiten Runde an Zoltán Almási. Bei der FIDE-Weltmeisterschaft 1999 in Las Vegas gelangte sie bis ins Viertelfinale und verlor dort gegen den späteren Sieger Alexander Chalifman. 2001 kam sie bei der Europameisterschaft in Ohrid auf den geteilten dritten Platz, schied allerdings bei der Weltmeisterschaft in Moskau bereits in der zweiten Runde gegen Vadim Milov aus.
Anfang 2003 überschritt ihre Elo-Zahl erstmals die 2700er-Marke; damit lag sie auf dem 13. Platz der Weltrangliste.
Nach einer kleinen Pause auf Grund der Geburt eines Kindes belegte Polgár im Juli 2005 Platz 8 der Weltrangliste und erreichte damit die höchste Platzierung in ihrer Karriere. Im Herbst nahm sie am achtköpfigen Finalturnier der FIDE-WM in San Luis teil. Sie belegte mit 4,5 von 14 Punkten den letzten Platz, es gelang ihr jedoch ein Sieg über den amtierenden Titelträger Rustam Kasimjanov.
Im Oktober 2006 kam sie beim Großmeisterturnier in Hoogeveen mit 4,5 Punkten aus sechs Partien auf den geteilten ersten Platz mit Şəhriyar Məmmədyarov und ließ dabei Vizeweltmeister Wesselin Topalow hinter sich, den sie in zwei Partien besiegte.
Beim Kandidatenturnier 2007 scheiterte sie in der ersten Runde mit 2,5:3,5 an Jewgeni Barejew.
Judit Polgár gewann im November 2010 das Schnellschachturnier Ajedrez UNAM Quadrangular 2010 Final in Mexiko-Stadt. Nach der ersten verlorenen Partie schlug sie Wassyl Iwantschuk 2,5:1,5 und im Finale besiegte sie Wesselin Topalow überlegen 3,5:0,5.
Im April 2011 errang Judit Polgár als erste Frau in der Schachgeschichte eine Medaille bei der offenen Schach-Europameisterschaft. Im französischen Aix-les-Bains errang sie die Bronzemedaille, punktgleich mit dem russischen Europameister Wladimir Potkin (8,5 Punkte aus 11 Partien).
Judit Polgár nahm dreimal am Schach-Weltpokal (2009, 2011 und 2013) teil. Am erfolgreichsten war sie 2011, als sie durch Siege gegen Fidel Corrales Jiménez, Sergej Movsesjan, Sergei Karjakin und Leinier Domínguez das Viertelfinale erreichte, in dem sie an Pjotr Swidler scheiterte.
Am 13. August 2014 gab sie in der Londoner Zeitung The Times ihr Karriereende im Spitzenschach bekannt. „Ich merkte immer mehr, wie viele andere Dinge man im Leben machen kann“, erklärt sie rückblickend. Zu ihren Betätigungsfeldern nach dem Ende der Schachkarriere gehören eine Stiftung, ihr Werben für Schach an Schulen, das Training der ungarischen Nationalmannschaft sowie Live-Kommentare zu bedeutenden Schach-Events.
Seit 2000 ist Polgár mit dem Tierarzt Gusztáv Font verheiratet. Sie hat zwei Kinder, die 2004 und 2006 geboren wurden, und wohnt in Budapest.
| Die zur Anzeige dieser Grafik verwendete Erweiterung wurde dauerhaft deaktiviert. Wir arbeiten aktuell daran, diese und weitere betroffene Grafiken auf ein neues Format umzustellen. (Mehr dazu) |

## Partiebeispiel
In der folgenden Partie gewann Judit Polgár mit den schwarzen Steinen 2006 in Wijk aan Zee gegen den bosnischen Spitzengroßmeister Ivan Sokolov.
Ivan Sokolov – Judit Polgár 0:1
Wijk aan Zee, 26. Oktober 2006
Nimzowitsch-Indische Verteidigung, E49
1. d4 Sf6 2. c4 e6 3. Sc3 Lb4 4. e3 0–0 5. Ld3 d5 6. a3 Lxc3+ 7. bxc3 dxc4 8. Lxc4 c5 9. Se2 Dc7 10. La2 b6 11. 0–0 La6 12. Te1 Sc6 13. Sg3 Tad8 14. Lb2 e5 15. Dc2 Td7 16. Tad1 Tfd8 17. h3 c4 18. a4 Te8 19. La3 e4 20. Lb1 Td5 21. Se2 Tg5 22. Sf4 Lc8 23. De2 Dd7 24. Dxc4 Sa5 25. Db4 Sd5 26. Sxd5 Dxd5 27. h4 Tg4 28. Db5 Dd8 29. g3 a6 30. Db4 Dxh4 31. Lxe4 Diagramm.
|   | a | b | c | d | e | f | g | h |   |
| 8 |   |   |   |   |   |   |   |   | 8 |
| 7 |   |   |   |   |   |   |   |   | 7 |
| 6 |   |   |   |   |   |   |   |   | 6 |
| 5 |   |   |   |   |   |   |   |   | 5 |
| 4 |   |   |   |   |   |   |   |   | 4 |
| 3 |   |   |   |   |   |   |   |   | 3 |
| 2 |   |   |   |   |   |   |   |   | 2 |
| 1 |   |   |   |   |   |   |   |   | 1 |
|   | a | b | c | d | e | f | g | h |   |

Der weiße Läufer auf e4 ist zweimal angegriffen, aber keiner der beiden schwarzen Türme kann ihn nehmen: der Turm e8 nicht wegen des Matts durch Df8 und der Turm g4 nicht, weil die schwarze Dame dann vom Bauern g3 geschlagen werden könnte. Polgár gewinnt durch folgende Kombination:
31. … Txg3+!! 32. fxg3 Dxe4
Polgár hat zwar die Qualität gegeben, aber Schwarz kontrolliert nun die weißen Felder am Königsflügel und hat einen nicht parierbaren Mattangriff. Die Stellung ist für Sokolov verloren.
33. Td2 Df3 34. Kh2 Dh5+

Zeitgewinn.
35. Kg1 Df3 36. Kh2 Lf5

Nach Le4 ist das Mattnetz eng geknüpft.
37. e4 Lxe4 38. Txe4 Dxe4 39. d5 Sc4
Sokolov gab auf.

## Nationalmannschaft
Judit Polgár nahm an den Schacholympiaden 1988 und 1990 mit der ungarischen Frauenmannschaft teil. Sie gewann beide Wettbewerbe mit der Mannschaft, erreichte jeweils das beste Einzelergebnis am zweiten Brett und erzielte 1988 außerdem die beste Elo-Leistung aller Teilnehmerinnen. An der offenen Klasse der Schacholympiade nahm sie 1994, 1996, 2000, 2002, 2008, 2010, 2012 und 2014 teil. Sie erreichte mit der Mannschaft 2002 und 2014 den zweiten Platz, in der Einzelwertung erzielte sie 2002 das drittbeste Ergebnis am zweiten Brett. Außerdem nahm Judit Polgár an der Mannschaftsweltmeisterschaft 2011 und den Mannschaftseuropameisterschaften 1989, 1999 und 2013 teil. Bei der Mannschaftseuropameisterschaft 1999 erreichte sie sowohl mit der Mannschaft als auch in der Einzelwertung am zweiten Brett den zweiten Platz.

## Vereine
In Ungarn spielte Polgár früher für den MTK Budapest FC, mit dem sie 1990 am European Club Cup teilnahm. Von 2006 bis 2009 kam sie gelegentlich bei Aquaprofit NTSK zum Einsatz, mit dem sie 2007 und 2009 die ungarische Mannschaftsmeisterschaft gewann. In Deutschland war Judit Polgár in der Saison 1994/95 für den SC Stadthagen gemeldet, wurde jedoch nicht eingesetzt. Später war sie beim SK Turm Emsdetten gemeldet, für den sie in der Saison 2001/02 eine Partie in der 2. Bundesliga West spielte. In der britischen Four Nations Chess League hatte Polgár in der Saison 2005/06 einen Einsatz beim Meister Wood Green, in Polen spielte sie 2002 für Polonia Warschau. Mit diesem gewann sie den polnischen Supercup und erreichte den dritten Platz beim European Club Cup, wobei Polgár selbst das zweitbeste Ergebnis am zweiten Brett erreichte. Am European Club Cup nahm sie außerdem 1993 mit der Hilversums Schaakgenootschap teil.

## Werke
- Wie ich Fischers Rekord brach, Quality Chess, 2014, ISBN 978-1-906552-51-0.
- Vom GM zur Top Ten, Quality Chess, 2015, ISBN 978-1-907982-96-5.
- Dame am Brett, Quality Chess, 2016, ISBN 978-1-907982-97-2.